# Above ground level
AGL ist die englische Abkürzung für above ground level.
In der Luftfahrt werden Höhenangaben mit dem Zusatz AGL versehen, wenn es sich um eine Höhe über Grund handelt. Im Gegensatz dazu beziehen sich Höhenangaben mit dem Zusatz MSL oder AMSL auf den Meeresspiegel (engl. above mean sea level, siehe Höhe über dem Meeresspiegel). In beiden Fällen werden die Höhen in aller Regel und international einheitlich in Fuß (ft) angegeben. Häufig ist in der Luftfahrt auch von height die Rede, wenn es sich um eine Höhe AGL handelt und von altitude, wenn sich die Höhe auf MSL bezieht.
AGL wird z. B. mittels Radarhöhenmesser ermittelt.